# Latata (EP)
Latata là mini album debut tiếng Nhật của nhóm nhạc nữ Hàn Quốc (G)I-dle được phát hành bởi Universal Music Japan vào ngày 31 tháng 7 năm 2019.

## Bối cảnh và phát hành
Vào ngày 19 tháng 5 năm 2019, được tiết lộ rằng (G)I-dle sẽ có màn ra mắt tại thị trường Nhật Bản bằng mini album Latata, với bài hát chủ đề là Latata vào ngày 31 tháng 7 năm 2019. Mini album được phát hành ba phiên bản: một CD phiên bản giới hạn+DVD (A), một CD phiên bản giới hạn+PHOTOBOOK 28 trang (B), và một CD bình thường. Hann (Alone) (phiên bản tiếng Nhật) sẽ chỉ có trên iTunes vào ngày 28 tháng 7.
Bài hát "For you" được viết và sáng tác bởi thành viên Minnie.

## Quảng bá
(G)I-dle đã tổ chức một buổi showcase tại Mainabi Blitz Akasaka vào ngày 23 tháng 7 năm 2019. Showcase đã bán được hơn 1,000 vé với sự tham dự của 1,500 người.

## Danh sách bài hát
| STT | Nhan đề                                                   | Phổ lời                                                        | Phổ nhạc                                 | Phối khí            | Thời lượng |
| --- | --------------------------------------------------------- | -------------------------------------------------------------- | ---------------------------------------- | ------------------- | ---------- |
| 1.  | "Latata" (phiên bản tiếng Nhật)                           | Soyeon Yu Shimoji(người viết lời Nhật)                         | Soyeon Big Sancho                        | Soyeon Big Sancho   | 3:23       |
| 2.  | "Light My Fire"                                           | Yu Shimoji                                                     | Hjalmar Wilen Malin Johansson Birk Storm | Hjalmar Wilen       | 3:51       |
| 3.  | "Maze" (phiên bản tiếng Nhật)                             | Son Young-jin Ferdy Soyeon Samuelle Soung(người viết lời Nhật) | Son Young-jin Ferdy                      | Son Young-jin Ferdy | 3:20       |
| 4.  | "For You"                                                 | Minnie FCMHoudini Soyeon Eri Osanai(người viết lời Nhật)       | Minnie FCMHoudini                        | FCMHoudini Minnie   | 3:44       |
| 5.  | "Hann (Alone)" (phiên bản tiếng Nhật; iTunes bundle-only) |                                                                |                                          |                     |            |

| Limited Edition Type A (CD＋DVD) | Limited Edition Type A (CD＋DVD)                    | Limited Edition Type A (CD＋DVD) |
| STT                              | Nhan đề                                             | Thời lượng                       |
| -------------------------------- | --------------------------------------------------- | -------------------------------- |
| 1.                               | "Latata" (phiên bản tiếng Nhật)                     |                                  |
| 2.                               | "Light My Fire"                                     |                                  |
| 3.                               | "Maze" (phiên bản tiếng Nhật)                       |                                  |
| 4.                               | "For You"                                           |                                  |
| 5.                               | "Latata" (Music video; phiên bản tiếng Nhật)        |                                  |
| 6.                               | "Latata" (Music video making; phiên bản tiếng Nhật) |                                  |

| Limited Edition Type B (CD＋PHOTOBOOK 28P) | Limited Edition Type B (CD＋PHOTOBOOK 28P) | Limited Edition Type B (CD＋PHOTOBOOK 28P) |
| STT                                        | Nhan đề                                    | Thời lượng                                 |
| ------------------------------------------ | ------------------------------------------ | ------------------------------------------ |
| 1.                                         | "Latata" (phiên bản tiếng Nhật)            |                                            |
| 2.                                         | "Light My Fire"                            |                                            |
| 3.                                         | "Maze" (phiên bản tiếng Nhật)              |                                            |
| 4.                                         | "For You"                                  |                                            |

| Phiên bản thường | Phiên bản thường                | Phiên bản thường |
| STT              | Nhan đề                         | Thời lượng       |
| ---------------- | ------------------------------- | ---------------- |
| 1.               | "Latata" (phiên bản tiếng Nhật) |                  |
| 2.               | "Light My Fire"                 |                  |
| 3.               | "Maze" (phiên bản tiếng Nhật)   |                  |
| 4.               | "For You"                       |                  |

## Bảng xếp hạng
| Bảng xếp hạng (2019)        | Vị trí xếp hạng cao nhất |
| --------------------------- | ------------------------ |
| Album Nhật Bản (Oricon)     | 5                        |
| Đài Loan Album (Five Music) | 8                        |

## Lịch sử phát hành
| Khu vực  | Ngày                | Định dạng        | Phân phối             |
| -------- | ------------------- | ---------------- | --------------------- |
| Toàn cầu | 31 tháng 7 năm 2019 | Digital download | Cube, Universal Music |
| Nhật Bản | 31 tháng 7 năm 2019 | Digital download | Cube, Universal Music |
| CD       | 31 tháng 7 năm 2019 |                  | Cube, Universal Music |

## Liên kết khác
- "「LATATA」(Japanese ver.)" music video trên YouTube
- "LATATA (Crash Diamond Eyes ver.)" music video trên YouTube